# Andrew White (Eishockeyspieler)
Andrew White (* 30. Juni 1983 in Sydney) ist ein ehemaliger australischer Eishockeyspieler, der den Großteil seiner Karriere bei den Sydney Ice Dogs in der Australian Ice Hockey League verbrachte.

## Karriere
Andrew White begann seine Karriere als Eishockeyspieler in seiner Heimatstadt bei den Western Sydney Ice Dogs (seit 2009: Sydney Ice Dogs), für die er 2003 in der Australian Ice Hockey League debütierte. Bereits in seiner zweiten Saison dort gewann er mit seiner Mannschaft 2004 den Goodall Cup, die australische Landesmeisterschaft. Nach zehn Spielzeiten bei den Ice Dogs unterbrach er seine Karriere, bevor er 2015 von Adelaide Adrenaline unter Vertrag genommen wurde. 2016 und 2017 spielte er wieder für die Sydney Ice Dogs. Anschließend beendete er seine Karriere.

### International
Für Australien nahm White an den Weltmeisterschaften der Division II 2003, 2004, 2005, als er bester Vorbereiter des Turniers war, 2006, 2007, 2008 und 2011 sowie an den Weltmeisterschaften der Division I 2009 und 2012 teil.

## Erfolge und Auszeichnungen
- 2004 Goodall-Cup-Gewinn mit den Western Sydney Ice Dogs
- 2005 Bester Torvorbereiter bei der Weltmeisterschaft der Division II, Gruppe A
- 2008 Aufstieg in die Division I bei der Weltmeisterschaft der Division II, Gruppe B
- 2011 Aufstieg in die Division I bei der Weltmeisterschaft der Division II, Gruppe A